# Fernand Moret
Fernand Moret (15 gennaio 1905 – Ginevra, 1982) è stato un pallanuotista svizzero.
Ha fatto parte della Svizzera che ha partecipato, nel torneo di pallanuoto, ai Giochi di Parigi 1924 e di Amsterdam 1928.